# Galium maneauense
Galium maneauense är en måreväxtart som beskrevs av Pieter van Royen. Galium maneauense ingår i släktet måror, och familjen måreväxter.
Artens utbredningsområde är Papua Nya Guinea. Inga underarter finns listade i Catalogue of Life.